# 1989年の日本の女性史
1989年の日本の女性史（1989ねんのにほんのじょせいし）は、1989年（昭和64年・平成元年）の日本における女性に関するできごとを時系列的に挙げる。
本項目は歴史研究としての女性史ではなく、日本における女性に関するできごとをある体系に基づいて述べようとするものではない。
- 1月20日 東京弁護士会、「選択的夫婦別姓採用に関する意見書」を法務省に提出
- 2月3日 日本キリスト教婦人矯風会の呼びかけで10婦人団体が昭和天皇大喪の礼に際しての政教分離について内閣官房に申し入れ
- 2月10日 小中高校学習指導要領改訂、小学校低学年に「生活科」新設、中学校の「家庭生活」等は男女共修、高等学校の「家庭」は男女必修、「保健体育」は男女とも選択可能になる。
- 2月26日 世界スプリントスピードスケート選手権大会で橋本聖子、日本女子初の銅メダル
- 3月4日 夫婦別姓の法制化を実現する会、「楽しくやろう夫婦別姓--各党熱烈大討論会」 開催
- 3月14日 フィギュアスケート世界選手権大会女子シングルスで伊藤みどり優勝、日本人初
- 3月21日 兵庫県三田市で“一代墓”が売り出される。世継ぎのない夫婦・単身者・家族の墓に入りたくない女性が対象
- 3月30日 女子高生コンクリート詰め殺人事件、犯人達逮捕
東京都足立区綾瀬の少年4人、女子高生を監禁、長期間にわたって強姦・暴行して殺害し、コンクリート詰めにして遺棄。犯人達が全て少年（未成年）であったこと、犯罪内容の悪質・残虐さ等、社会に衝撃を与えた。
- 4月14日 性暴力を許さない女の会「ストップ・ザ・レイプ 女たちのトーク＆ライブ」開催、大阪で
- 4月23日 出生差別の法改正を求める女たちの会発足記念集会「女・こどもの人権宣言--非嫡出子差別は許さない」
- 4月- 金丸信、自民党長崎県連参院選決起集会で「土井たか子にはお旦那がねえじゃねえか、男を知らん」と、結婚していない女性への差別発言[要出典]
- 5月11日 女優の和泉雅子一行、北極点に到達、日本人女性初、女性としては世界で2人目
- 5月12日 女性たちによるシャドウ・キャビネット、影の内閣が組織され集会
内閣総理大臣土井たか子、労働大臣中島通子、軍縮大臣吉武輝子など選出
- 6月10日 日本女性学会、創立10周年を記念して対談「フェミニズムをどう生きる」を開催
- 6月22日 「宇野首相の買春に怒る女たちの集会」
- 6月4日 歌手美空ひばり死去
7月6日 女性で初めて国民栄誉賞を受賞
- 6月30日 女性の家HELPの創設3周年シンポジウム
- 7月7日 堀之内久男農林水産大臣、三重県内の演説会で「女性が政治の世界で使い物になるか。」と女性蔑視発言
- 7月14日 人口問題協議会・家族計画国際協力財団による「人口・女性・開発を考えるシンポジウム」
- 7月23日 参議院議員通常選挙で自民党大敗、結党以来の与野党逆転、日本社会党大躍進、女性は過去最高の22人当選、マドンナ旋風と呼ばれた。宇野宗佑首相、女性問題もあり退陣
- 8月9日 東京・埼玉連続幼女誘拐殺人事件、強制わいせつ容疑で逮捕されていた宮﨑勤、一連の幼女連続殺害を自供、事件の内容が衝撃をよぶ。
- 8月9日 参議院で土井たか子、内閣総理大臣に指名される。
- 8月15日 「ピープルズプラン21世紀 アジアの女たちと語る夕べ」
- 8月25日 山下徳夫官房長官、女性に支払った手切金をつき返されたことが報道され辞任、後任に森山眞弓就任
- 8月- 男性上司から性的な中傷を受け退職に追い込まれた女性が福岡地方裁判所に民事訴訟を提起、日本で最初のセクシャルハラスメント裁判（福岡セクシュアルハラスメント事件）[1]
1992年4月、福岡地裁は判決で被告上司のセクハラ行為および会社の使用者責任を全面的に認め[2]、損害賠償165万円の支払いを命じた[3]。被告側は控訴せず、判決確定。
- 10月- 山口県萩市の沖に無人島を整備して作った女子大生の島が出現。萩女子短期大学のキャンパスで、プール・テニスコート・ゴルフの練習場もあるリゾート風。
- 11月18日 厚生省が妊娠中絶の時期を「24週未満」から「22週未満」に短縮しようとする方針を固めたことに対して、「女の人権と性」実行委員会はシンポジウム「ちょっと待って！『中絶できる時期の短縮』」を開催
- 11月18日 堺市女性団体連絡協議会（現・堺市女性団体協議会）が「ミス・コンテストはいらない！」を主催、「ミスコン反対」論議が起こる。
- 11月- 常寂光寺に戦争のために独身を余儀なくされた女性の遺骨を葬る納骨堂完成、一般の独身女性にも門戸開放
- 12月- 森山真弓官房長官、大相撲で優勝力士に内閣総理大臣杯を渡すことを希望するが、「女性が土俵にのぼった前例はない」とする日本相撲協会の意向で撤回
- 12月14日 日本シェーリング賃金請求事件（日本シェーリング事件）に最高裁判決、生理休暇や産休による賃上げカットを違法との初判断
1977年提訴。1981年一審判決、原告一部勝訴。1983年控訴審判決、控訴棄却、控訴人（日本シェーリング社）敗訴。
- 12月21日 第1回全日本大学女子サッカー選手権大会、神戸で、16チーム参加、優勝は日本体育大学（日本体育大学女子サッカー部）

## この年
- 総理府「酒類に関する世論調査」、酒を飲む人が成人で6割、特に女性が4割を超し急増したことが判明
- 東京消防庁調べ、急性アルコール中毒で病院に運ばれる女性が初めて2000人を突破して2306人に、うち半数近くの1050人が20歳代
- 文部省発表、1989年春の短期大学を含む大学進学率、女性36.8%が初めて男子35.8%を上回る。
- 旭化成調査、夫の家事分担は、共働き夫婦の夫で5%、パートの夫で4%、専業主婦の夫は2%
- 法務省入国管理局調査、 国際結婚急増、特に東南アジア女性と日本人男性との結婚が急増
- 地方から上京する女性に東京の女性専用ホテル大もて